# Lampa metalohalogenkowa

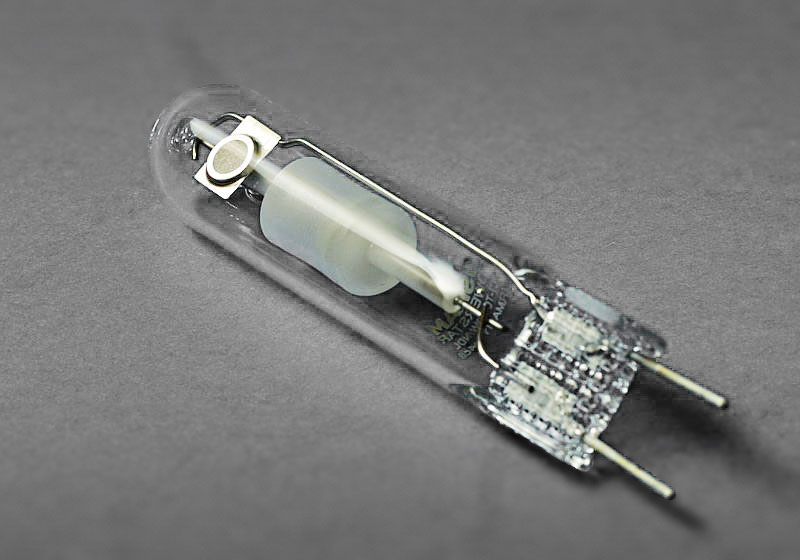
Lampa metalohalogenkowa z jarznikiem ceramicznym, wyposażona w trzonek typu G8.5

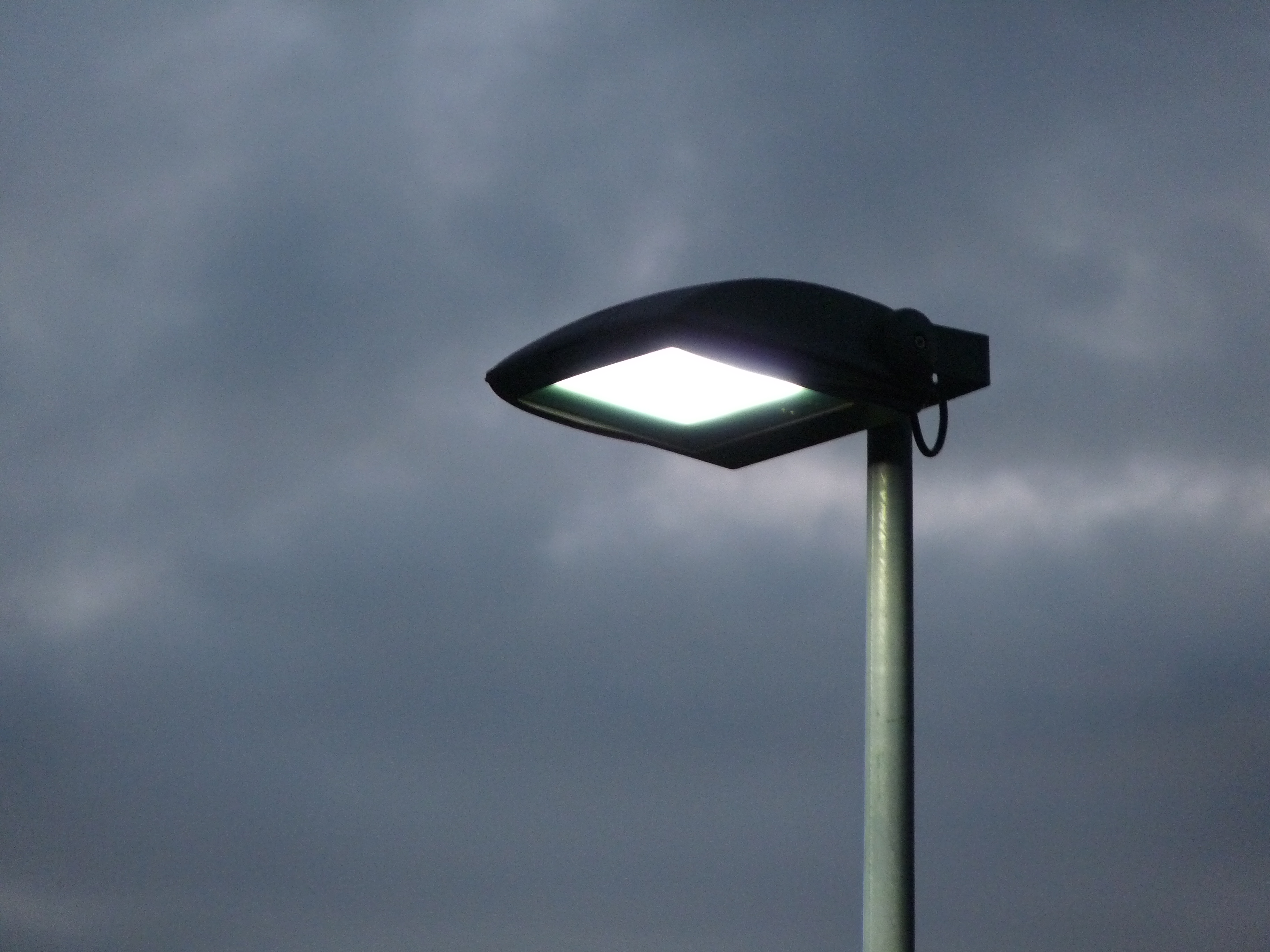
Naświetlacz z lampą MH

Lampa metalohalogenkowa – (zwana skrótowo MH) lampa wyładowcza, w której światło powstaje dzięki wyładowaniu elektrycznemu w mieszaninie par rtęci, argonu oraz halogenków metali (np. jodków i bromków) i domieszek metali ziem rzadkich.
Gazy te są pod wysokim ciśnieniem – lampa jest wysokoprężna. Głównym elementem jest ceramiczny lub kwarcowy jarznik oraz zewnętrzna bańka szklana, która w zależności o modelu lampy może być tubularna, tubularna z wyburzuszeniem, eliptyczna (pokryta powłoką rozpraszającą bądź przezroczysta). Głównym jej zadaniem jednak jest zatrzymywanie promieni UV. Do tego typu lamp potrzebny jest specjalny osprzęt, na który składają się m.in. statecznik oraz układ zapłonowy, jednak są też wersje mogące pracować bez układu zapłonowego. 
Ze względu na mieszaninę chemiczną, którą można – w pewnych zakresach – dowolnie dobrać, źródła te świecić mogą niemal dowolnym kolorem. Najpopularnejsze modele jednak, zaprojektowane są w taki sposób by dawać światło ciepłe, neutralne, bądź chłodne, przy zachowaniu wysokiego współczynnika oddawania barw. W konstrukcjach opartych na jarznikach ceramicznych CRI jest w stanie osiągnąć wartości 95+, co dla źródła wyładowczego jest bardzo dobrym wynikiem. Ze względu na to lampy te znalazły zastosowanie w wielu miejscach – począwszy od oświetlenia ulicznego, ozdobnego, stylizowanego, przez rozmaite hale, na sklepach i pomieszczeniach biurowych kończąc. Znajdują również zastosowanie w akwarystyce. 
Ciekawostką jest, że lampy metalohalogenkowe były używane w latach 90. XX wieku w Japonii do oświetlenia rowerowego jako najmocniejsze dostępne ówcześnie lampy przednie zasilane akumulatorem. 

## Lampa rtęciowo-jodkowa (rtęciowo-halogenowa)
Komercyjnym polskim protoplastą lampy metalohalogenkowej była lampa rtęciowo-jodkowa (oznaczana jako LRJ). Opracowana i początkowo wytwarzana przez ZWLE Telam, kolejno COBR Polam, później produkowana przez Polamp jako produkt ogólnodostępny. Jarznik wykonany był w taki sam sposób jak jarznik lampy rtęciowej – jednoczęściowa rurka ze szkła kwarcowego, posiadająca szeroki spłaszcz, niewyposażona w lustra IR na końcach. Problemem w tamtych czasach była dostępna technologia oraz materiały – Polska znajdowała się w bloku komunistycznym objętym embargiem, co utrudniało m.in. uzyskanie szkła wysokiej czystości (około 1 ppm), nabycie technologii umożliwiającej bardzo dokładne dozowanie halogenków, czy chociażby zakup gotowych odpowiednio dobranych związków. Wskutek tego źródła te były mocno niedoskonałe. Według kart katalogowych lampa powinna uzyskiwać temperaturę barwową na poziomie 3800 K, praktyka jednak pokazała, że przeważająca większość tych źródeł świeciła albo na kolor turkusowy, albo chłodnobiały z widocznymi zafarbami fioletu (niekiedy dało się zmusić je do pracy bliższej parametrom znamionowym poprzez przeciążenie statecznikiem sodowym tej samej mocy – wyższy prąd niż statecznik rtęciowy). Bardzo rzadko trafiały się egzemplarze świecące tak, jak zamierzał to producent. Dodatkowo lampy cechowały się krótką żywotnością – około 2000 h dla wersji 400 W i zaledwie 1000 h dla wersji 1000 W – z powodu relatywnie dużego zanieczyszczenia szkła. Produkcję zakończono w latach 80. XX w.
|  |  |  |